# 陈卫 (遂宁)
陈卫（1969年—），四川遂宁人，中国政治活动家。
陈卫于1988年考入北京理工大学，曾作为学生领袖参加六四事件。六四后被捕入狱，被关押于秦城监狱，于1991年1月获释。
1992年因参与组织中国自民党而被判处五年有期徒刑。第二次出狱后，他又先后参与四川民主党筹组、零八宪章签名、中国茉莉花革命等活动。2011年3月29日被四川遂寧市檢察院以「煽動顛覆國家政權」罪拘捕。同年12月23日因颠覆国家政权罪被四川遂宁中级法院判处九年有期徒刑。国际特赦组织的Catherine Baber认为这是对陈卫和平维权的报复，要求中国政府立即无条件释放他。